# FGC-9
Die FGC-9 ist eine 3D-gedruckte semi-automatische Waffe im Kurzwaffenkaliber, veröffentlicht und verbreitet erstmals im Jahr 2020. Das Modell wurde von dem Waffenschmied Jacob Duygu, bekannt unter dem Pseudonym JStark1809, entworfen. Das Modell basiert auf dem Modell Derwood Shuty AP-9.
Die Waffe enthält keine Bauteile, die einer Schusswaffe zugeordnet werden können. Sie besteht lediglich aus 3D-gedrucktem Material und handelsüblichen Bauteilen wie Springfedern, Schrauben und anderweitigem Metall. Dadurch sollten EU-Richtlinien und strenge Waffengesetze umgangen werden. Die Kosten für die Produktion einer solchen Waffe belaufen sich auf ungefähr 500 US-Dollar.
Die Veröffentlichung der FGC-9 wurde detailreich dokumentiert, um den Bau für Nutzer zu vereinfachen. Die MKII-Variante (veröffentlicht im April 2021) erleichterte den Nachbau. Die Baupläne und Dokumentation wurden auf diversen Internetseiten in verschiedene Sprachen übersetzt.

## Namensgebung
Das Initialwort in der Bezeichnung der Waffe steht für den Satz „Fuck Gun Control“ (englisch für: „Scheiß auf die Waffenkontrolle“). Die Zahl ist eine Andeutung zum Kaliber 9 × 19 mm.

## Herkunft
Die FGC-9 wurde 2018–2020 von JStark1809, einem deutsch-kurdischen Waffenschmied mit Unterstützung der DetDisp (Deterrence Dispenced), einem Online-Kollektiv, das sich für die freie Nutzung von Schusswaffen einsetzt, entwickelt und hergestellt.
Die grundlegenden Elemente der Waffe basierten auf dem Modell Derwood Shuty AP-9 und Werken von Philip Luty, die modifiziert wurden. Der Fokus lag darauf, Herstellung und Bau im Vergleich zu anderen 3D-gedruckten Schusswaffen maßgeblich zu vereinfachen.

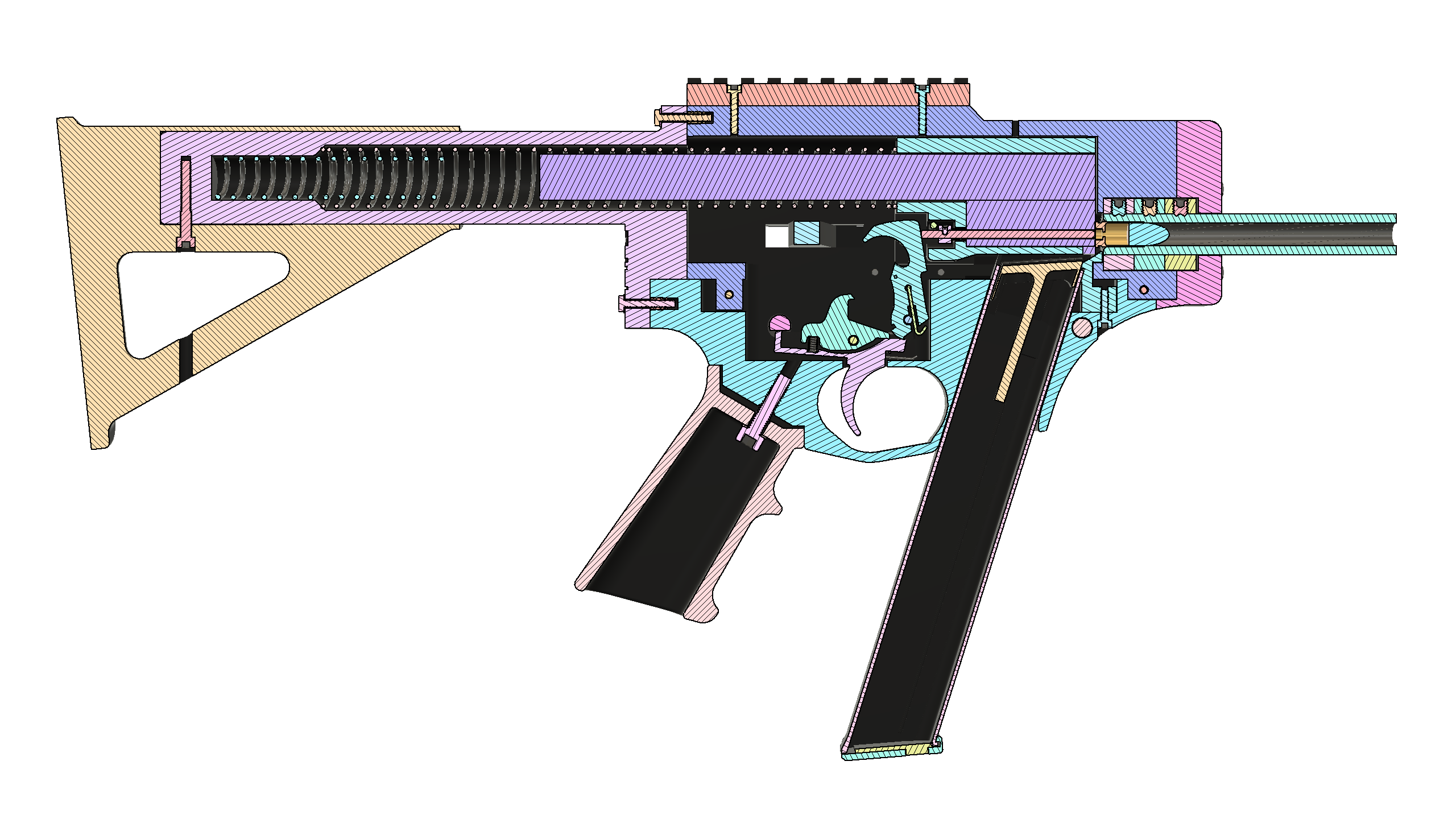
Querschnitt FGC-9

Demnach soll ein Nachbau der Waffe weder Fachwissen noch eine Werkbank benötigen. Anders als die „Shuty“ ist die FGC-9 nach europäischen Maßen (metrisch) gefertigt und verwendet ausschließlich das 3D-gedruckte Gehäuse und handelsübliche Teile, die mit ebenfalls simplen angewendeten Methoden wie ECM (Elektrochemisches Abtragen) bearbeitet werden.

### Mark II
Eine verbesserte und erweiterte Variante (Mk II) wurde am 23. Oktober 2020 von En Bloc Press angekündigt. JStark1809 entwickelte sie mit Unterstützung von „3socksandcrocs“ und „Ivan the Troll“. Mk II wurde am 16. April 2021 von „The Gatalog“ auf DEFCAD und Odysee veröffentlicht. Die Variante enthielt einen H&K-MP5-ähnlichen Handgriff mit optimierten ECM-Verfahren und ergonomischen Verbesserungen. Neben Verbesserungen in Lauf, Ladesystem und Magazin wurden druckbare Abzüge entworfen.

### Modifikationen
Die FGC-9 ist ein Open-Source-Projekt, das zahlreiche Modifizierungen und Konfigurationen an der Waffe hervorbrachte. Diese Liste an Optionen dient, neben der ergonomischen und kosmetischen Konfigurierung, dazu, die Waffe unter gesetzlichen Bedingungen der ATF lediglich als Handfeuerwaffe einzustufen. Schusswaffenausbilder und Hobbyschütze „QueerArmorer“ erstellte eine Variante mit verbesserter Zieloptik, die von Rebellen im Myanmar-Konflikt verwendet werden.

### Varianten
| Name                  | Veröffentlichung | Hersteller                                                       |
| --------------------- | --- | ---------------------------------------------------------------- |
| FGC-9 MkII            | April 16, 2021 | JStark1809 (DetDisp)                                             |
| FGC-9 MkII            | - Veränderter Ladegriff, basiert auf die H&K MP5. - Abgeänderter Prozess in der Herstellung des Laufes, ermöglicht das Verwenden von selbst hergestellter Munition.                    |                                                                  |
| FGC-9 MKII Stingray   | Juni 2022 | hotsauce                                                         |
| FGC-9 MKII Stingray   | - DIY 16-in (41 cm) Sturmgewehr-Variante der FGC-9. - wird verwendet von der People's Defense Force in Myanmar.                                                                        |                                                                  |
| Partisan-9            | September 2022 | Deterrents Dispensed / The Gatalog                               |
| Partisan-9            | - Basiert auf der FGC-9 MkII. - Hat einen integrierten Schalldämpfer, ähnlich zum Modell H&K MP5-SD. Erweiterter ECM-Prozess beim Lauf. - Verfügt über ein Klappschaft und Pufferrohr. |                                                                  |
| FGC-9 MKII Bufferless | Entfernt das Pufferrohr. Ladesystem weiter nach vorne platziert. | Entfernt das Pufferrohr. Ladesystem weiter nach vorne platziert. |
| FMGC-01               | Ermöglicht Feuerwahl. Verwendet Sten-Magazine. | Ermöglicht Feuerwahl. Verwendet Sten-Magazine.                   |
| Nutty-9               | | DetDisp, The Gatalog, Black Lotus Coalition, TooAceForThisShit   |
| Nutty-9               | - Ladesystem verwendet mechanische Schrauben, schließt Schweißen aus. - Verschiedene Maßeinheiten werden angeboten. - Kann den FGC-9- oder Glock-Lauf verwenden.                       |                                                                  |
| FGC-6                 | 1:1 Airsoft Nachbildung der FGC-9 | 1:1 Airsoft Nachbildung der FGC-9                                |

## Materialien

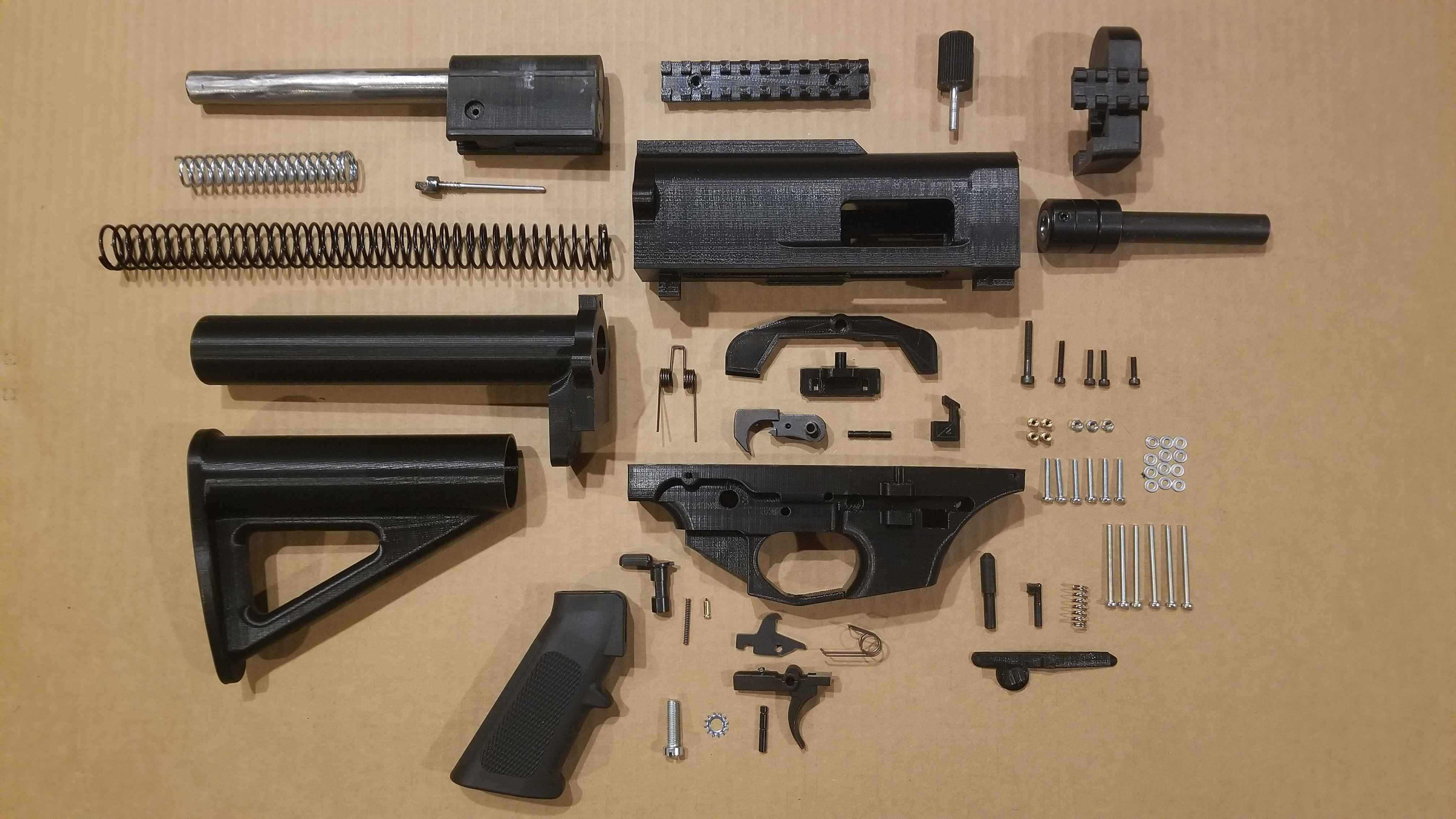
Komponenten der FGC-9

Der obere und untere Empfänger, Pistolengriff und Gewehrschaft sind vollständig 3D-gedruckt. Das Magazin wird von der Glock entnommen, kann jedoch auch 3D-gedruckt werden. Abzüge werden nachgebildet. Der Polygon-Lauf wird hergestellt durch einen ECM-Prozess. Kosten für Material und 3D-Drucker werden auf 500 US-Dollar geschätzt. JStark1809 sagt selbst aus, dass das Projekt 1 bis zwei Wochen in der Herstellung braucht.:12:34

## Verfügbarkeit
Die Dateien für den 3D-Druck wurden unter Open-Source-Lizenz auf DEFCAD und anschließend auf verschiedenen Webseiten wie Odysee verbreitet.
Laut Rajan Basra, Professor im International Centre for the Study of Radicalisation am Kingston College London, ist die FGC-9 besonders bei rechtsradikalen Gruppen beliebt, da die Dateien in extremistischen Foren geteilt werden.

## Berichterstattung und Ermittlung
Jake Hanrahan von Popular Front interviewte JStark1809 zu der FGC-9 und der Thematik von 3D-gedruckten Schusswaffen im November 2020. JStark1809 sagte Hanrahan, dass er keinen beruflichen oder akademischen Hintergrund im Ingenieurswesen besitze und Wissen, wie der Umgang mit CAD, sich selbst über das Internet angeeignet habe. Zum Interview stellte JStark1809 ein Modell in weniger als zwei Wochen her und demonstrierte es. JStark1809 beschrieb seinen Glauben an das freie Besitzen und Herstellen von Waffen, wie auch die Verbreitung seiner Waffenpläne als nötigen Schritt, um das Menschenrecht zu verteidigen. Hanrahan beschrieb ihn als „einen der gefährlichsten Menschen“, die er je getroffen habe und kritisierte die Behörden, die die 3D-gedruckten Schusswaffen unterschätzen.
Der Spiegel berichtet im Oktober 2021, dass britische Finanzdienstleister dem deutschen Bundeskriminalamt Hinweise zum Standort und der Identität von JStark1809 gegeben haben. Sie identifizierten ihn als 28-jährigen Mann namens „Jacob D.“, ansässig in Völklingen. Die Polizei stürmte seinen Wohnsitz im Juni 2022, fanden aber keine Schusswaffen oder Hinweise zu Bauplänen, wodurch es nicht zur Vollstreckung kam. Zwei Tage später wurde D. in seinem Auto, das vor dem Haus seiner Eltern in Hannover stand, tot aufgefunden. Gerichtsmediziner konnten einen Herzinfarkt als Todesursache ausmachen und konnten somit Fremdeinwirkung ausschließen.
Im Oktober 2023 beschrieb ein Bericht des International Centre for the Study of Radicalisation and Political Violence den Hintergrund von JStark1809, bürgerlich Jacob Duygu. Duygu war gebürtig in Deutschland mit kurdischen Wurzeln. Der Bericht behauptet, basierend auf Sprachmustern, dass Duygu der Autor von hunderten Beiträgen im Internet sei, die xenophobische, rassistische, antisemitische und misogyne Aussagen mit staatsfeindlichen Gedankengut beinhalteten. Der Bericht beschrieb Duygus Verhalten als das eines Incels, der u. a. nach Asien reisen oder Suizid begehen wollte.

## Bedeutung in der Öffentlichkeit
- Myanmar: MkII- und MkII-Stingray Varianten werden von Rebellen im Myanmar-Konflikt (2021–heute) verwendet.[21][22][23]
- Vollständige und unvollständige Modelle wurden von Polizeikräften in der europäischen Union, dem Vereinigten Königreich,[24] Australien, Neuseeland,[25][26] Kanada,[27] den Vereinigten Staaten von Amerika,[28] Taiwan[29] und Island geborgen.[30]
- 2019, Anschlag in Halle: Der Täter nutzte die Anleitungen, um seine eigene Schusswaffen herzustellen.[31]
- MkII-Varianten wurden bei Dissidenten der Irischen Óglaigh na hÉireann während einer Parade an Ostern 2022 gesichtet.[32][33]
- Ein Finne wurde zu 16 Monaten Haft verurteilt, nachdem er nachweislich acht Schusswaffen hergestellt hatte.[34] Drei weitere Männer wurden ebenfalls für den Verdacht verurteilt.[35]